# Sohn Kee-chung
Sohn Kee-chung (Sinŭiju, 29 augustus 1912 – Seoel, 15 november 2002) was een Koreaanse atleet, die als eerste Koreaan de olympische marathon won op de Olympische Spelen van 1936 in Berlijn. Tussen 1933 en 1936 liep Kee-chung dertien marathons, waarvan hij er tien won. Hij verbeterde op 3 november 1935 het wereldrecord en bracht dit naar een tijd van 2:26.42. Dit record hield tien jaar stand, totdat zijn leerling Suh Yun-bok in 1947 de marathon van Boston won in een nieuwe wereldrecordtijd.
Zijn persoonlijke record was eigenlijk sneller, getuige zijn tijd van 2:25.14 op een parcours dat 520 meter te lang was (omgerekend 2:23.28 over 42,195 km). Ook liep hij 2:24.51 op een wedstrijd die mogelijk te kort was.

## Biografie

### Jeugdjaren
Sohn Kee-chung werd op 29 augustus 1912 geboren in de stad Sinŭiju, die toentertijd onder de Japanse overheersing viel en thans deel uitmaakt van Noord-Korea. Hij zat op de middelbare school in Yangjeong en de Meiji-universiteit in Japan, waaraan hij in 1940 afstudeerde.

### Olympische Spelen in Berlijn
Op de Olympische Spelen van Berlijn in 1936 vertegenwoordigde hij Japan op de marathon. Zijn inschrijving voor dit nummer was uitzonderlijk. Niet alleen omdat hij als Japans vertegenwoordiger onder de naam Son Kitei was ingeschreven, maar vooral vanwege zijn jeugdige leeftijd. De heersende opvatting in die tijd was namelijk, dat jongere atleten meer geschikt waren voor de explosieve nummers en men meer uithoudingsvermogen kreeg, naarmate men ouder werd. In zijn verslag van de olympische marathon beschreef de Franse journalist Jacques Goddet zijn waarnemingen als volgt: "Jong en welopgevoed als hij is, is hij geen doorsnee marathonloper. Des te beter. Son verscheen fris en monter in de Marathonpoort, als een 5000-meterloper, en leek hoegenaamd niet op de dorpswandelaars met wie huismoeders vaak zo'n medelijden hebben... Het laatste rechte eind liep hij in stijl; tegen ieders verwachting in viel hij niet flauw en verzwakte zelfs niet. Hij ging even zitten om met een ietwat overdreven voorkomendheid de mensen die op hem afkwamen een plezier te doen, maar vooral om zijn schoenen uit te trekken. Wat heerlijk om je schoenen te kunnen uitdoen! Je zou haast jaloers op hem worden dat hij tweeënhalf uur had gelopen om dat genot te kunnen proeven..."
"Hij draafde lichtvoetig weg voordat Ernest Harper, een Engelsman uit een ander tijdperk, ineenzeeg op de streep. Een andere 'Jap', Nam Sung-yong, en Finse atleten volgden, zonder van buitengewone vermoeidheid blijk te geven. De oude Engelsman, de enige vertegenwoordiger van een uitgestorven ras, die tweede werd omdat hij de enige Engelse uitdager was in zo'n belangrijke race, was ingestort en lag nu languit op het gras met een deken over zich heen. Onze mening werd erdoor bevestigd."
Sohn Kee-chung won de 42,195 km in 2:29.19,2 en verbeterde hiermee het olympisch record. Als prijs voor het winnen van de marathon kreeg hij een Griekse helm.

### Na de Spelen
Naast voorzitter van de Koreaanse Sport Associatie werd Sohn Kee-chung trainer van een aantal bekende marathonlopers:
- Suh Yun-bok, winnaar van de marathon van Boston in 1947, die het wereldrecord brak met een tijd van 2:25.39;
- Ham Kee-Yong, winnaar van de marathon van Boston in 1950;
- Hwang Young-cho, winnaar van de marathon op de Olympische Zomerspelen van Barcelona in 1992 en voor wie Sohn Kee-chung speciaal afreisde naar Barcelona.

Op de Olympische Spelen van 1988 in Zuid-Korea kreeg hij de eer om tijdens de openingsceremonie in het stadion de olympische vlam te dragen.

### Boek
Hij schreef een autobiografisch boek getiteld My Motherland and Marathon. Sohn Kee-chung stierf 's nachts op 15 november 2002 op 90-jarige leeftijd aan longontsteking en werd begraven op de Nationale Begraafplaats van Daejeon. Hierna werd een park genaamd Sohn Kee-jung Memorial Park, opgericht.

### Helm

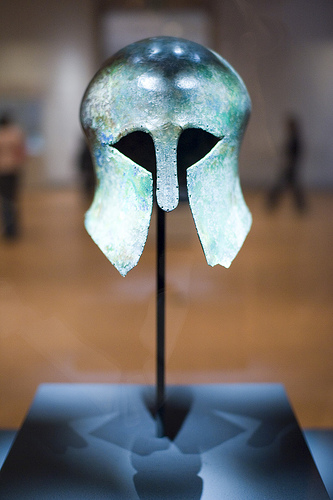
Oud Griekse bronzen helm die Sohn Kee-Chung won, nationaal museum van Korea

Deze oude Griekse helm kreeg Sohn als prijs wegens het winnen van de olympische marathon. Het is een helm in Korinthische stijl en de leeftijd wordt geschat tussen 700 voor Christus - 800 voor Christus. Men beweert dat deze helm door de Korinthiërs van Griekenland is gemaakt en dat de helm in Olympia werd gevonden. Het was de bedoeling deze prijs aan de winnaar van de marathon uit te reiken, maar omdat Sohn niet wist dat hij deze prijs zou krijgen, had hij het stadion al verlaten. Jaren later heeft men deze helm alsnog aan Sohn gegeven.
Hierna besloot het IOC, dat prijzen alleen nog uit medailles mochten bestaan. De helm stond vijftig jaar lang tentoongesteld in een museum in Berlijn. Met hulp van een Griekse krant werd de helm teruggegeven aan Sohn in 1986.
In 2006 werd een replica van deze helm aan de winnaars van de Sohn marathon gegeven op de 10 km, halve marathon en hele marathon.

## Titels
- Koreaans kampioen marathon - 1933, 1934

## Palmares

### marathon
- 1933:  Koreaanse kamp. in Seoel - 2:29.34
- 1934:  marathon van Seoel - 2:24.51,2
- 1934:  Koreaanse kamp. in Seoel - 2:32.19,8
- 1935:  marathon van Tokio - 2:26.14 (te kort)
- 1935:  marathon van Tokio - 2:39.34
- 1935:  marathon van Seoel - 2:25.14
- 1935:  marathon van Seoel - 2:24.28
- 1935:  Japanse kamp. in Seoel - 2:26.42
- 1935:  marathon van Seoel - 2:42.02
- 1935:  Koreaanse kamp. in Seoel - 2:33.39
- 1936:  Olympische selectiewedstrijd in Tokio - 2:28.32
- 1936:  Olympische selectiewedstrijd in Tokio - 2:38.02
- 1936:  OS - 2:29.19,2

1896: Spiridon Louis ·
1900: Michel Théato ·
1904: Thomas J. Hicks ·
1908: John Hayes ·
1912: Kenneth McArthur ·
1920: Hannes Kolehmainen ·
1924: Albin Stenroos ·
1928: Ahmed Boughéra El Ouafi ·
1932: Juan Carlos Zabala ·
1936: Sohn Kee-chung ·
1948: Delfo Cabrera ·
1952: Emil Zátopek ·
1956: Alain Mimoun ·
1960: Abebe Bikila ·
1964: Abebe Bikila ·
1968: Mamo Wolde ·
1972: Frank Shorter ·
1976: Waldemar Cierpinski ·
1980: Waldemar Cierpinski ·
1984: Carlos Lopes ·
1988: Gelindo Bordin ·
1992: Hwang Young-cho ·
1996: Josia Thugwane ·
2000: Gezahegne Abera ·
2004: Stefano Baldini ·
2008: Samuel Wanjiru ·
2012: Stephen Kiprotich ·
2016: Eliud Kipchoge ·
2020: Eliud Kipchoge ·
2024: Tamirat Tola
- International Standard Name Identifier: 0000 0000 3459 8347
- Library of Congress Control Number: n85118776
- Bibliotheek van het Japanse parlement: 00147846
- Virtual International Authority File: 1441711
- WorldCat: E39PBJqBvKTXD9Mr64mGX3q84q